# The Story of the Malakand Field Force
The Story of the Malakand Field Force (sous-titré An Episode of Frontier War) est un livre écrit en 1898 par Winston Churchill, dont c'est la première œuvre. Il faudra attendre 2012 pour qu'en soit publiée une édition en français, traduite par John Le Terrier :
Il est édité en français sous le titre La Guerre du Malakand.
Comme l'indique le titre, Churchill y traite des opérations menées dans le Malakand, région frontalière du nord des Indes avec l'Afghanistan, auxquelles il a participé en 1897 comme lieutenant de cavalerie contre l'intrusion de tribus afghanes insoumises.